# Koi (món ăn)
Koi (tiếng Lào: ກ້ອຍ; tiếng Thái: ก้อย, phát âm tiếng Thái: [kɔ̂j], tạm dịch là gỏi) là một món thịt tái gỏi làm từ thịt sống trong ẩm thực Thái Lan, ẩm thực Lào vùng Isan và người Thái vùng Tây Bắc Việt Nam (tỉnh Sơn La) có món cá nhảy. Các món gỏi này khá đa dạng bao gồm koi kung (tiếng Thái: ก้อยกุ้ง) với nõn tôm như là thành phần chính, ngoài ra còn có koi paa (tiếng Lào: ກ້ອຍປາ)/koi pla (tiếng Thái: ก้อยปลา) với thành phần chính là cá sống, Koi hoi  với thành phần chính là thịt ốc sống.

## Cảnh báo
Koi pla là món cá sống truyền thống nổi tiếng của Thái Lan đã bị cho là nguyên nhân dẫn đến cái chết của 20 ngàn người Thái mỗi năm. Nguyên liệu của món ăn này chỉ từ cá sống bằm nhỏ, ớt và chanh. Món này dễ chế biến, chỉ cần rắc gia vị vào tô thịt cá sống băm nhuyễn. Món ăn có hương vị cay nồng này lại chính là môi trường yêu thích của ký sinh trùng gây ung thư gan. Món cá sống chứa rất nhiều kí sinh trùng ceviche. Cá nước ngọt nuôi trong ao hồ lẫn cá sống trong sông, rạch đều có thể bị nhiễm sán lá gan như nhau.
Hàng triệu người ở vùng nông thôn Isản, đông bắc Thái Lan, hường xuyên ăn món koi pla là món ăn địa phương làm từ cá sống với ớt và chanh. Món ăn cay nồng này dễ làm, rẻ tiền và rất ngon. Những người khác đã quá gắn bó với sự tiện lợi của một bữa ăn trưa tiết kiệm mà họ có thể chế biến nhanh từ cá câu lên từ những cái ao cạnh thửa ruộng của họ. Nhiều người dân phàn nàn rằng khi nấu chín, món koi pla sẽ có vị chua.